# Frontiers Records
La Frontiers Records è un'etichetta discografica specializzata in hard rock, pop metal, AOR.

## Storia
La Frontiers Records fu fondata nel 1998 da Serafino Perugino, già precedentemente attivo come distributore musicale italiano di alcune case specializzate in AOR e hard rock. La prima uscita della nuova etichetta è stata il doppio album dal vivo Never Say Goodbye del gruppo hard rock britannico Ten.
L'etichetta iniziò così a muoversi nella gestione e promozione di nuove band, mantenendo un occhio particolare nel circuito del Classic rock con un roster che includerà presto diversi noti gruppi e artisti del rock classico, come Little River Band, Jeff Lynne, Winger, Styx, Toto, Sì, Joe Lynn Turner, Journey, Thunder, Survivor, Glenn Hughes, House of Lords, Crush 40, Hardline, Jeff Scott Soto, Whitesnake, Boston e FM.
Nel dicembre 2010, Frontiers Records ha concluso un contratto di vendita con EMI Music per la distribuzione negli Stati Uniti e in Canada, entrato in vigore a gennaio 2011. Dopo l'acquisto di EMI da parte di Universal Music Group (UMG), Caroline, una società UMG, ha intrapreso la distribuzione negli Stati Uniti.
Intorno al 2014 la Frontiers Records si sia ribattezzata Frontiers Music.
Da gennaio 2017, Sony Music o il suo distributore di etichette indipendenti RED Music ha iniziato a distribuire le pubblicazioni di Frontiers Records in alcuni mercati chiave come Stati Uniti, Canada, Australia e Nuova Zelanda. Caroline Distribution (ora Virgin Music Label & Artist Services) ha continuato la distribuzione nel Regno Unito mentre nelle altre parti del mondo, sono le etichette indipendenti che distribuiscono le pubblicazioni di Frontiers Records. La distribuzione esclusiva in Grecia è curata da Infinity Entertainment IKE.
Il produttore, cantante, tastierista, cantautore e ingegnere del missaggio italiano Alessandro Del Vecchio lavora come produttore interno per l'etichetta.
Nel 2018, l'etichetta ha aggiunto l'artista multiplatino Quiet Riot al suo elenco di artisti.

## Artisti dell'etichetta
- 7 Months
- About Us
- Action
- Airrace
- Alan Parsons
- Allen/Lande
- Ambition
- American Tears
- Ammunition
- Animal Drive
- Anette Olzon
- Asia
- Auras
- Avalon
- Bad Habit
- Bad Moon Rising
- Balance
- Bailey
- Beggars & Thieves
- Benedictum
- Beyond The Bridge
- Bigfoot
- Billy Sherwood
- Black 'N Blue
- Blackwood Creek
- Blanc Faces
- Blood Red Saints
- Blue Öyster Cult
- Bonrud
- Bowes & Morley
- Bob Catley
- Boston
- Bourgeois Pigs
- Brazen Abbot
- Brian Howe
- Bruce Kulick
- Burning Rain
- Cain's Offering
- Cinderella
- Circus Maximus
- The Codex
- Constancia
- Cosmo
- Crashdïet
- Crash The System
- Crazy Lixx
- Creye
- Crown of Thorns
- Crush 40
- Danger Danger
- Daniele Liverani
- Danny Vaughn
- Dario Mollo / Tony Martin
- Dark Lunacy
- David Readman
- Def Leppard (EU)
- The Defiants
- De La Cruz
- Diamond Dawn
- Dokken
- Dream Child
- Dukes of the Orient
- Eclipse
- Edge of Paradise
- Emerald Rain
- Empty Tremor
- The End Machine
- Enuff Z'nuff
- Evil Masquerade
- Extreme
- Fair Warning
- False Memories
- First Signal
- FM
- Forty Deuce
- Frederiksen / Denander
- From the Inside (Danny Vaughn)
- Furyon
- Genius
- Gene The Werewolf
- Giant
- Girlschool
- Giuntini Project
- Glenn Hughes
- Great White
- Hardline
- Harem Scarem
- Hell In The Club
- Hess
- Honeymoon Suite
- House of Lords
- Howard Leese
- Hurtsmile
- Icon Of Sin
- Iconic
- Impellitteri
- Infinite & Divine
- Inglorious
- Issa
- Jack Blades
- Jack Russell's Great White
- Jaded Heart
- Jaime Kyle
- James Christian
- Jean Beauvoir
- Jeff Lynne
- Jeff Scott Soto (JSS)
- Jim Peterik
- Jimi Jamison
- Joe Lynn Turner
- John Elefante
- John Shadowinds
- John Waite
- John West
- John Wetton
- Jorn
- Journey (EU)
- Keel
- Kee of Hearts
- Kelly Keagy
- Kent Hilli
- Khymera
- King Kobra
- Kingdom Come
- Kip Winger
- Kiske/Somerville
- KXM
- L.A. Guns
- Labyrinth
- Lana Lane
- Lenna Kuurmaa
- Level 10
- Lords of Black
- Leverage
- Lionsheart
- Little River Band
- Lords of Black
- Los Angeles
- Lou Gramm Band (EU)
- Lunatica
- Lynch Mob
- The Magnificent
- Magnus Karlsson's Free Fall
- Mastedon
- Mecca
- Megadeth
- Meldrum
- Melodica
- Mercury X
- The Mercury Train
- Michael Kiske
- Michael Sembello
- Michael Thompson Band
- Mike Tramp
- Millenium
- Mind Key
- The Mob
- Mollo Martin
- Mr. Big
- The Murder of My Sweet
- Neal Morse
- Nelson
- Night Ranger
- Nordic Union
- Norway
- Novena
- Oliver Hartmann
- On the Rise
- One Desire
- Operation: Mindcrime
- Outloud
- Palace
- Pathosray
- Perfect Plan
- Phantom V
- Philip Bardowell
- Pink Cream 69
- Place Vendome
- Places of Power
- Platens
- Player
- The Poodles
- Praying Mantis
- Pretty Maids
- Pride of Lions
- Primal Fear
- Prime Suspect
- Prime Time
- Q5
- RavenEye
- Rated X
- Resurrection Kings
- Revertigo
- Revolution Saints
- Richard Marx
- Richie Kotzen
- Rick Springfield
- Ring of Fire
- Rising Steel
- Robin Beck
- Royal Hunt
- Saint Deamon
- Scheepers
- Sebastian Bach
- Seventh Key
- Seventh Wonder
- Seven Spires
- Seven Tears
- Sculptor
- Shark Island
- Shooting Star
- Silent Rage
- Silent Force
- Skin Tag
- Slav Simanic
- Sonic Station
- Soul Doctor
- Soul SirkUS
- Spin Gallery
- Spread Eagle
- Stan Bush
- Starbreaker
- Steelheart
- Steve Lukather
- Strangeways
- Street Legal
- Stryper
- Styx
- Sweet & Lynch
- Sunstorm
- Survivor
- Tak Matsumoto Group
- Talisman
- Tall Stories
- Ted Nugent
- Ted Poley
- Ten
- Terra Nova
- Terry Brock
- Tesla
- The Dark Element
- Thunder
- Timo Tolkki
- TNT
- Tokyo Motor Fist
- Tommy Funderburk
- Tony Harnell & The Mercury Train
- Tony O'Hora
- Toto
- Touch
- Treat
- Triumph
- Trillium
- Trixter
- The Trophy
- Tyketto
- Two Fires
- Unruly Child
- Uriah Heep
- Valentine
- Vanden Plas
- Vertigo
- Vince Neil
- Vision Divine
- Vixen
- Voodoo Circle
- Voodoo Hill
- Warrant
- Wayward Sons
- W.E.T.
- Wetton/Downes
- White Lion
- White Skull
- Whitesnake
- Wig Wam
- Winger
- Work of Art
- World Trade
- X-Drive
- Xorigin
- Y&T
- Yes
- Yoso
- Zion